# Heudreville-en-Lieuvin
Heudreville-en-Lieuvin is een gemeente in het Franse departement Eure (regio Normandië) en telt 105 inwoners (2009). De plaats maakt deel uit van het arrondissement Bernay.

## Geografie
De oppervlakte van Heudreville-en-Lieuvin bedraagt 4,2 km², de bevolkingsdichtheid is dus 25 inwoners per km².
De onderstaande kaart toont de ligging van Heudreville-en-Lieuvin met de belangrijkste infrastructuur en aangrenzende gemeenten.

## Demografie
Onderstaande figuur toont het verloop van het inwonertal (bron: INSEE-tellingen).